# 杜恕
杜恕（198年—252年），字務伯，京兆杜陵人。三國時曹魏官員、學者，曹魏尚書僕射、豐樂亭侯杜畿之子，杜畿死後繼承其爵位。

## 生平
杜恕在太和年間任散騎黃門侍郎。杜恕在朝中不結朋黨，專心公事，每有政事有得失，都據引綱紀來說理，因此而得到侍中辛毗器重。
後來杜恕出任弘農太守，數年後任趙國相，後來因病離職。後來杜恕任河東太守，一年多後遷任淮北都督護軍，但又因病離職。不久被任命為御史中丞，但杜恕在朝廷中，因不能融入朝中風氣，所以多次任外職，後來就出任幽州刺史、加建威將軍、使持節、護烏丸校尉。當時征北將軍程喜駐兵於薊，尚書袁侃告戒杜恕程喜從前曾經害過田豫，現在他和程喜一起在薊城辦公，好應該好好防範程喜。但杜恕不以為然。
杜恕上任不久，就有鮮卑大人不經關塞，直接領數十騎兵到州府，杜恕於是斬殺一個隨從的騎兵，並沒有上表報告。程喜於是彈劾杜恕，杜恕被送交廷尉，被判處死刑，但因為父親杜畿為國家造船而死而得以免死。於嘉平元年（249年，五十二歲）被貶為庶人，流放到章武郡。在章武郡時寫《體論》八篇，又作《興性論》一篇。嘉平四年（252年），杜恕在章武逝世。

## 性格特徵
杜恕為人真誠務實，行事不作修飾，所以自少都沒有甚麼名譽，為人雖然不交朋黨，專心公事，正言說政而被辛毗賞識，但自己不拘人事，不對人作出防範，之後不理會袁侃的規勸，最終被程喜加害，令自己幾乎被殺。

## 親屬

### 父
- 杜畿，東漢末及三國時曹魏官吏及將領。

### 弟
- 杜理，年少時觀察力強，早死。
- 杜寬，喜歡學習而抗拒俗務，曾任郎中。

### 子
- 杜預，西晉將領和學者，參與晉滅吳之戰。

### 孫
- 杜錫，杜預之子，西晉尚書左丞，成語「如坐針氈」的主人翁。

### 曾孫
- 杜乂，杜錫之子，西晉丹陽丞，著名美男子。

### 玄孫
- 杜陵，杜乂之女，晉成帝司馬衍的皇后。

## 評價
陳壽：（杜）恕屡陈时政，经论治体，盖有可观焉。

## 延伸阅读
[在维基数据编辑]
 《三國志/卷16》，出自陳壽《三國志》